# 蘆洲線
蘆洲線為臺北捷運營運中的路線，屬於高運量系統，全線皆為地下化路線。蘆洲線屬於中和新蘆線，與新莊線臺北市段（「大橋頭－古亭」）及中和線直通營運。

## 概要
本線於2001年開始興建，全線皆完工通車。2010年11月3日本線與新莊線台北市段（「忠孝新生－大橋頭」）同時完工，直通營運（「忠孝新生－蘆洲」）。2012年1月5日新莊線「大橋頭－輔大」段通車，營運模式增加「忠孝新生－輔大」，與原本模式交替運行。2012年9月30日東門站啟用，中和線與新莊線銜接，營運模式改為「南勢角－輔大」及「南勢角－蘆洲」。全線車站均設有月台幕門，為台北捷運第一條全線裝設全覆式月台門的高運量路線。
路線自台北大橋下方與新莊線分叉，東起台北大橋西北側三重區三和路一段與環河北路交叉口，沿三重區三和路、蘆洲區中山一路轉三民路，至環河路前沿水湳溝迴轉，於蘆洲抽水站附近跨越水湳溝抵達蘆洲機廠。沿線設三重國小、三和國中、徐匯中學、三民高中、蘆洲等五站及16公頃的蘆洲機廠，全長6.4公里。潛盾隧道長9243公尺，另置線型公園一處長約800公尺。
本線於2012年初新莊線通車至輔大站後採用列車入站廣播提示，使用的範圍僅於「大橋頭－忠孝新生」重疊區間段，同年9月30日起延伸至中和線。2014年，除增加往南勢角的廣播外，非重疊區間也開始採用廣播提示。

## 沿革
- 1994年9月17日：蘆洲線規劃路線奉行政院核定[2]。
- 2001年12月3日：蘆洲線隨第二階段捷運網路開始興建[3]。
- 2007年9月：蘆洲線開始進行鋪設軌道工程。
- 2007年11月6日：新莊線與蘆洲線穿越淡水河段的隧道貫通[4]。
- 2008年9月25日：蘆洲線鋪設軌道作業完成，並且與新莊線台北市區段完成接軌作業。
- 2009年4月1日：蘆洲線與新莊線台北市區段開始進行車輛動態測試。
- 2009年8月22日：報載原先台北市捷運局官員曾口頭答應蘆洲線於2010年春節前通車，但因文湖線系統檢測出問題頻頻出錯，台北市政府捷運工程局回台北縣交通局公函「以2010年9月通車為目標」[5]。
- 2009年8月24日：捷運局針對2010年春節前通車跳票的訊息澄清：未答應於2010年春節前通車。行政院核定通車時程為2010年12月31日。目前捷運局正積極趕工，以期能在2010年9月通車[6]。
- 2010年3月2日：捷運局表示蘆洲線可望在9月1日通車，並配合台北市舉辦花博會，同時會以機場捷運的電源作後備電源，並在11月協同新莊線試車至頭前庄站[7]。
- 2010年7月：沿線所有車站完工。
- 2010年9月4日、9月5日：蘆洲線與新莊線市區段（「忠孝新生－大橋頭」）初勘。[8]。
- 2010年9月28日：「履勘前須改善事項」改善完成，北市府報請交通部進行履勘。[9]。
- 2010年10月16日、10月17日：蘆洲線與新莊線市區段（「忠孝新生－大橋頭」）履勘。
- 2010年11月3日：「蘆洲－忠孝新生」段開放載客營運，試乘期間持悠遊卡搭乘享有「蘆洲線區段免費」優惠。捷運營運路網突破 100 公里。
- 2010年12月3日：「蘆洲－忠孝新生」段開始收費，並開放自行車票證通行。
- 2012年9月30日：東門站啟用，「古亭－忠孝新生」段通車，與中和線直通營運。

## 列車運行方式
目前營運模式：
- 「蘆洲－南勢角」列車：2012年9月30日新莊線東門站通車後，原新蘆線與中和線直通營運至今。

廢止的營運模式：
- 「蘆洲－忠孝新生」列車：2010年11月蘆洲線與新莊線台北市區段的「大橋頭－忠孝新生」段通車，當時是以蘆洲線名義通車。此模式直到2012年9月30日新莊線東門站通車後為止。

## 營運時間與班距
- 營運時間：05:50～24:56
- 平均班距：
  - 平常日（週一至週五）
    - 尖峰時段（07:00～09:00，17:00～19:30）：約6分鐘。
    - 離峰時段：約9～10分鐘。
    - 23:00以後：約12分鐘。

  - 例假日（週六、週日及國定假日）
    - 全日時段（23:00以前）：約9～10分鐘。
    - 23:00以後：約12分鐘。[10]

## 車站
| 車站編號       | 車站名稱              | 車站名稱 | 交會路線               | 站體型式 | 所在地   | 所在地 |
| 車站編號       | 中文                  | 英文     | 交會路線               | 站體型式 | 所在地   | 所在地 |
| -------------- | --------------------- | -------- | ---------------------- | -------- | -------- | ------ |
| 蘆洲線         |                       |          |                        |          |          |        |
| O54            | 蘆洲 （蘆洲李宅）     |          | 五股泰山輕軌           | 地下     | 新 北 市 | 蘆洲區 |
| O53            | 三民高中 （空中大學） |          |                        | 地下     | 新 北 市 | 蘆洲區 |
| O52            | 徐匯中學              |          | 環狀線                 | 地下     | 新 北 市 | 蘆洲區 |
| O51            | 三和國中              |          |                        | 地下     | 新 北 市 | 三重區 |
| O50            | 三重國小              |          |                        | 地下     | 新 北 市 | 三重區 |
| O12            | 大橋頭 （大橋國小）   |          | 新莊線（台北橋～迴龍） | 地下     | 臺 北 市 | 大同區 |
| （下接新莊線） |                       |          |                        |          |          |        |

## 紀念章
車站戳章
本線於2015年2月11日開始採用「車站專屬紀念章戳」，各站的紀念章如下：
- 蘆洲站：

以該站的公共藝術舞之羽、蘆葦與李氏古宅為主題。
- 三民高中站：

以當地的湧蓮寺為主題。
- 徐匯中學站：

以該站1號出口、徐匯中學與碧華布街為主題。
- 三和國中站：

以義天宮、貓咪與永盛公園的花為主題。
- 三重國小站：

以三重國小、三和夜市為主題。

## 外部連結
- 臺北大眾捷運股份有限公司（页面存档备份，存于）